# Coppa Italia di Serie A2 2011-2012 (pallavolo femminile)
La Coppa Italia di Serie A2 di pallavolo femminile 2011-2012 si è svolta dal 25 gennaio al 4 marzo 2012: al torneo hanno partecipato 7 squadre di club italiane e la vittoria finale è andata per la seconda volta consecutiva al Loreto.

## Regolamento
Al torneo hanno partecipato le prime sei squadre classificate al termine del girone d'andata della regular season della Serie A2 2011-12 (in questo caso si è qualificata la settima classificata poiché il Cuatto Giaveno, secondo classificato, era già qualificato come squadra organizzatore dell'evento): le squadre hanno poi disputato quarti di finale, semifinali e finale.

## Squadre partecipanti
| Squadra        | Qualificazione                         | Ultima partecipazione            |
| -------------- | -------------------------------------- | -------------------------------- |
| Busnago        | 6ª al girone d'andata Serie A2 2011-12 | Coppa Italia di Serie A2 2010-11 |
| Casalmaggiore  | 4ª al girone d'andata Serie A2 2011-12 | Debutto                          |
| Crema          | 3ª al girone d'andata Serie A2 2011-12 | Coppa Italia di Serie A2 2010-11 |
| Cuatto Giaveno | Squadra organizzatore                  | Debutto                          |
| Loreto         | 1ª al girone d'andata Serie A2 2011-12 | Coppa Italia di Serie A2 2010-11 |
| Santa Croce    | 5ª al girone d'andata Serie A2 2011-12 | Coppa Italia di Serie A2 2010-11 |
| Soverato       | 7ª al girone d'andata Serie A2 2011-12 | Debutto                          |

## Torneo

### Tabellone
|  | Quarti | Quarti        | Quarti |  |   | Semifinali | Semifinali     | Semifinali |  |                 | Finale          | Finale          | Finale |
|  |        |               |        |  |   |            |                |            |  |                 |                 |                 |        |
|  | 1      | Loreto        | 3      |  |   |            |                |            |  |                 |                 |                 |        |
|  | 1      | Loreto        | 3      |  |   |            |                |            |  |                 |                 |                 |        |
|  | 7      | Soverato      | 0      |  |   |            |                |            |  |                 |                 |                 |        |
|  | 7      | Soverato      | 0      |  | 1 | Loreto     | 3              |            |  |                 |                 |                 |        |
|  |        |               |        |  | 1 | Loreto     | 3              |            |  |                 |                 |                 |        |
|  |        |               |        |  |   | 5          | Santa Croce    | 1          |  |                 |                 |                 |        |
|  | 4      | Casalmaggiore | 1      |  |   | 5          | Santa Croce    | 1          |  |                 |                 |                 |        |
|  | 4      | Casalmaggiore | 1      |  |   |            |                |            |  |                 |                 |                 |        |
|  | 5      | Santa Croce   | 3      |  |   |            |                |            |  |                 |                 |                 |        |
|  | 5      | Santa Croce   | 3      |  |   |            |                |            |  | 1               | Loreto          | 3               |        |
|  |        |               |        |  |   |            |                |            |  | 1               | Loreto          | 3               |        |
|  |        |               |        |  |   |            |                |            |  |                 | 3               | Crema           | 1      |
|  |        |               |        |  |   |            |                |            |  |                 | 3               | Crema           | 1      |
|  |        |               |        |  |   |            |                |            |  |                 |                 |                 |        |
|  |        |               |        |  |   |            |                |            |  |                 |                 |                 |        |
|  |        |               |        |  |   | 2          | Cuatto Giaveno | 0          |  | Finale 3° posto | Finale 3° posto | Finale 3° posto |        |
|  |        |               |        |  |   | 2          | Cuatto Giaveno | 0          |  |                 |                 |                 |        |
|  |        |               |        |  |   | 3          | Crema          | 3          |  |                 | 5               | Santa Croce     | 3      |
|  | 3      | Crema         | 3      |  |   |            | Crema          | 3          |  |                 | 5               | Santa Croce     | 3      |
|  | 3      | Crema         | 3      |  |   |            |                |            |  | 2               | Cuatto Giaveno  | 1               |        |
|  | 6      | Busnago       | 0      |  |   |            |                |            |  |                 | Cuatto Giaveno  | 1               |        |
|  | 6      | Busnago       | 0      |  |   |            |                |            |  |                 |                 |                 |        |

### Risultati

#### Quarti di finale
| 25 gennaio 2012 - ore 20:30 PalaSerenelli, Loreto       | Loreto        | 3 - 0 | Soverato    | 25-14, 25-21, 25-11        |
| 25 gennaio 2012 - ore 20:30 PalaBertoni, Crema          | Crema         | 3 - 0 | Busnago     | 25-22, 25-18, 25-16        |
| 25 gennaio 2012 - ore 20:30 PalaBaslenga, Casalmaggiore | Casalmaggiore | 1 - 3 | Santa Croce | 20-25, 25-12, 21-25, 22-25 |

#### Semifinali
| 3 marzo 2012 - ore 15:30 Palazzetto dello Sport, Giaveno | Loreto         | 3 - 1 | Santa Croce | 17-25, 25-19, 25-18, 30-28 |
| 3 marzo 2012 - ore 18:00 Palazzetto dello Sport, Giaveno | Cuatto Giaveno | 0 - 3 | Crema       | 20-25, 21-25, 20-25        |

#### Finale 3º posto
| 4 marzo 2012 - ore 15:30 Palazzetto dello Sport, Giaveno | Santa Croce | 3 - 1 | Cuatto Giaveno | 22-25, 25-23, 25-13, 25-22 |

#### Finale
| 4 marzo 2012 - ore 18:00 Palazzetto dello Sport, Giaveno | Loreto | 3 - 1 | Crema | 23-25, 25-21, 25-15, 27-25 |